# Servei públic

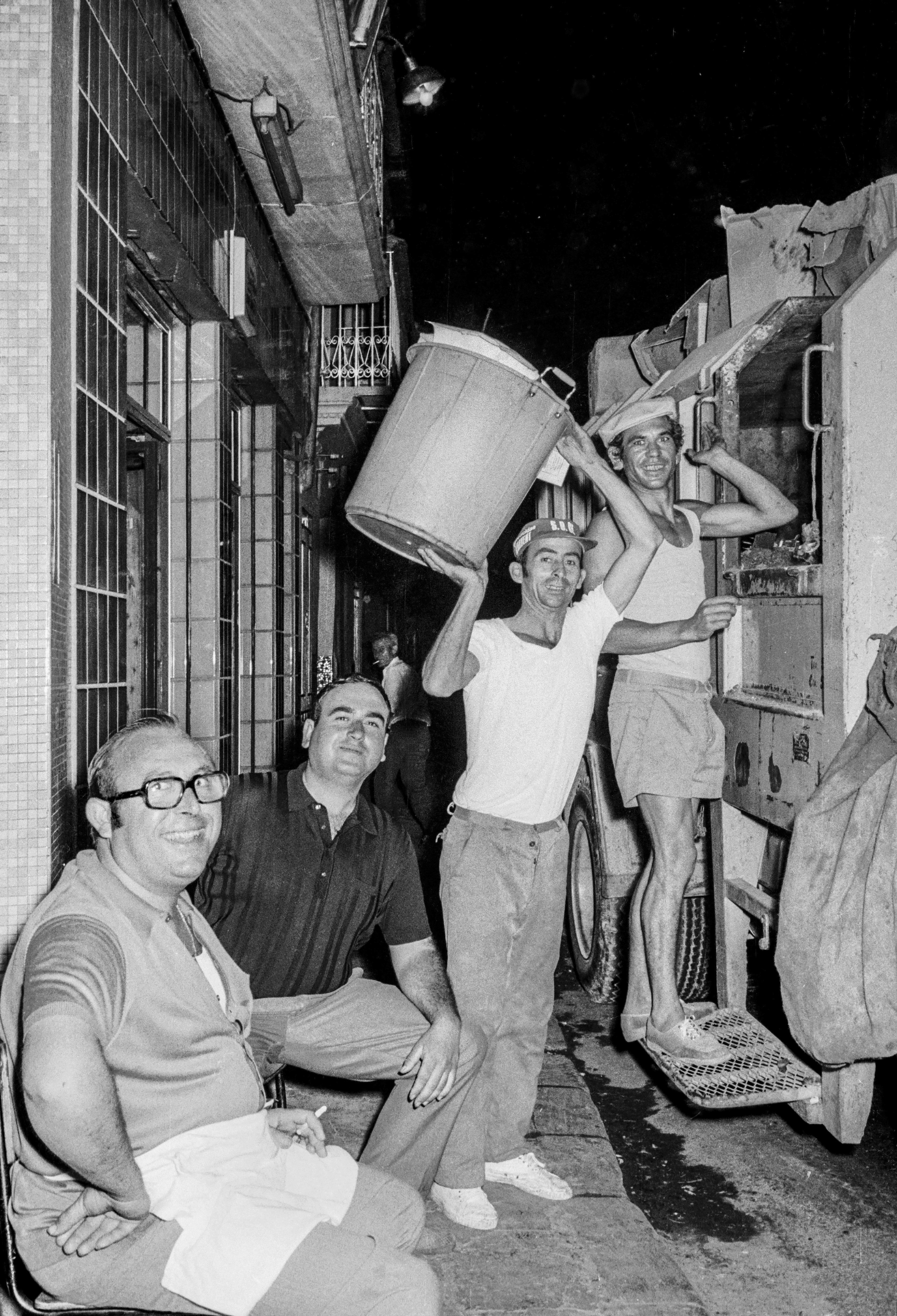
Neteja Pública Municipal (Alginet,1973)

El servei públic o servici públic es pot definir com a la reconducció d'un sector d'activitats socioeconòmiques en l'òrbita del poder públic o sector públic. El concepte varia entre formes de govern i entre estats. En alguns casos es pot tractar d'un monopoli artificial del govern o poden estar lligats a monopolis i empreses privades.
Són oferts per determinades entitats (generalment l'estat), i satisfan primordialment les necessitats de la comunitat o societat a on aquests es duen a terme. Els serveis públics sovint comporten una finalitat de benefici social. Poden incloure sistemes de transport, de sanitat, educació, aigua potable, electricitat, neteja d'espais públics, atenció ciutadana, cura de la gent gran, cura del medi ambient, habitatge, etc.